# Matsudaira Nobutaka
Matsudaira Nobutaka (松平 信孝?; ... – 1548) fu un samurai giapponese del periodo Sengoku appartenente al clan Matsudaira.

## Biografia
Nobutaka era figlio di Matsudaira Nobutada. Si ribellò contro suo nipote Hirotada nel 1543 e si schierò con Oda Nobuhide. Fu ucciso durante la seconda battaglia di Azukizaka scontrandosi contro  i clan Imagawa e Matsudaira.